# Charles Spencer, IX conte Spencer
Charles Edward Maurice Spencer, IX Conte Spencer, DL (Althorp, 20 maggio 1964), designato con il titolo di cortesia Visconte Althorp tra il 1975 ed il 1992, è un pari britannico, fratello di Diana, Principessa di Galles e, di conseguenza, ex cognato del re Carlo III. È un autore e giornalista della carta stampata e televisiva.

## Biografia

### Infanzia e istruzione
Nato il 20 maggio 1964, è l'ultimo di cinque figli; ha frequentato l'Eton College e il Magdalen College a Oxford, dove ha studiato storia, con specializzazione in storia moderna.

### Carriera giornalistica
Spencer ha lavorato come corrispondente in onda con NBC News dal 1986 al 1995, principalmente per il programma di firma della mattinata della rete, Today, e per NBC Nightly News. Ha scritto e presentato la serie di documentari in 12 parti, "Great Houses of the World" (1994–1995) per NBC Super Channel. Ha anche lavorato come reporter per Granada Television dal 1991 al 1993. Per la carta stampata, Spencer ha scritto recensioni di diversi libri per il Guardian e l'Independent on Sunday. Ha anche scritto storie caratteristiche per il Guardian, il Daily Telegraph, The Sunday Telegraph e per pubblicazioni americane come Vanity Fair, Verandah e Nest.

### Conte Spencer
Alla morte di suo padre il 29 marzo 1992, Spencer, all'età di 27 anni, è succeduto come IX conte Spencer, IX visconte Althorp, IX visconte Spencer di Althorp e IX barone Spencer di Althorp. Ereditò anche Althorp, sede ancestrale della famiglia nel Northamptonshire. Dal 2009, ha restaurato Althorp, rifacendone il tetto e ripristinando la sua parte esterna per la prima volta dagli anni del 1780. Ha anche contribuito alla creazione di Althorp Living History, una linea di mobili di pregio che riproduce elementi della collezione di Althorp. La ricchezza della famiglia Spencer deriva dal suo redditizio allevamento di pecore nell'era Tudor.

### Morte di Diana
Il 31 agosto 1997, la sorella Diana morì in seguito ad un incidente automobilistico a Parigi e il fratello pronunciò l'elogio funebre al suo servizio funebre, tenutosi nell'Abbazia di Westminster sei giorni dopo. Nel suo elogio rimproverò sia la famiglia reale britannica che la stampa per il trattamento riservato a sua sorella.
Diana è stata sepolta nella tenuta ancestrale degli Spencer, Althorp; in quella sede il fratello ha costruito un mausoleo ed un museo alla sua memoria, esponendone l'abito da sposa e altri effetti personali. Il museo è stato aperto al pubblico nel 1998, con tutti i profitti che vanno a beneficio del Diana's Memorial Fund, anch'esso istituito dal conte.

### Attività

#### Impegni culturali
Il conte ha scritto una serie di libri che trattano della tenuta di Althorp e della sua storia familiare:
- Althorp: the Story of an English House (Althorp. La storia di una casa inglese), Londra, Viking, 1998.
- The Spencers: a Personal History of an English Family (Gli spencer. La storia personale di una famiglia inglese), 2000.
- Blenheim, Battle for Europe (Blenheim. Battaglia per l'Europa), 2004, edizione tascabile Phoenix, 2005, ISBN 0-304-36704-4. Questo libro è stato selezionato per "Libro storico dell'anno" al National Book Awards del 2005.
- Principe Rupert: The Last Cavalier (Il principe Rupert. L'ultimo cavaliere), Londra, Weidenfeld & Nicolson, 2007, ISBN 978-0-297-84610-9.

Nel 2003, il conte ha fondato l'Althorp Literary Festival. Fra gli intervenuti alla manifestazione annuale ci sono gli autori Bill Bryson, Helen Fielding, Antonia Fraser e Boris Johnson.
Nel 2004, ha presentato due documentari per History Channel su Blenheim: Battle for Europe. Ha scritto un capitolo per British Military Greats (I grandi militari britannici), Cassell, 2005. Ha anche contribuito a due dei 100 capitoli di The Art of War: great commanders of the modern world (L'arte della guerra. Grandi comandanti dell'era moderna), Quercus, 2009.

#### Impegni pubblici
Il 1 novembre 2005, il conte è stato nominato Deputy Lieutenant del Northamptonshire. Ciò è un riflesso della lunga collaborazione della sua famiglia con la contea in cui la residenza di famiglia, Althorp, si trova. Il conte è stato presidente ed è attualmente patrono della squadra di cricket del Northamptonshire.

#### Impegni nel sociale
Il conte si è interessato anche a cause benefiche e umanitarie. Dal 1989 è patrono del Friends of Cynthia Spencer Hospice a Northampton. È stato patrono anche del Lifeline and Childline Charities nella Provincia del Capo Occidentale in Sudafrica dal 1997 al 2000. Dal 1998 serve come fiduciario del Nelson Mandela Children's Fund.
Infine, nel luglio 2011 è diventato uno dei patroni del Northampton Hope Centre, un ente di beneficenza locale per senza tetto.

### Matrimoni
Il 16 settembre 1989 Spencer, allora noto con il titolo di cortesia di Lord Althorp, sposò Victoria Lockwood (nata nel 1965), una modella. Le sue nipoti, Emily McCorquodale e la nobile Eleanor Fellowes, furono le damigelle e i suoi nipoti, il principe Harry e il nobile Alexander Fellowes, furono i paggi. Spencer e la Lockwood, che si erano trasferiti a Città del Capo in Sudafrica, divorziarono il 3 dicembre 1997. La morte di Diana avvenne mentre la causa di divorzio era in corso; poco dopo il suo divorzio, il conte tornò nel Regno Unito. Il conte Spencer ha quattro figli da Victoria Lockwood, tre femmine ed un maschio.
Il 15 dicembre 2001 sposò Caroline Freud (nata Hutton nel 1966 e già moglie di Matthew Freud), che lavorava nelle pubbliche relazioni prima di diventare un'insegnante part-time. Il conte Spencer ha due figli dalla Hutton, da cui si è separato nel 2007 per poi divorziare.
Il 18 giugno 2011, ad Althorp House, Charles Spencer ha sposato la filantropa canadese Karen Gordon (nata Villeneuve nel 30 novembre 1972), fondatrice e amministratrice delegata di Whole Child International, un ente di beneficenza di Los Angeles che lavora per migliorare la sorte degli orfani, degli abbandonati o dei bambini abusati. Hanno un figlio.
Spencer ha scelto di chiamare la sua quinta figlia femmina di secondo nome Diana in onore della sua defunta sorella. Il conte è stato riferito che abbia detto: «Non avevamo optato per un nome prima della nascita, ma Charlotte è un nome che entrambi amiamo, e si adatta davvero a lei: l'abbiamo saputo non appena l'abbiamo vista. E anche se sono trascorsi 15 anni da quando Diana è morta, sento la sua mancanza ogni giorno e volevo commemorarla nel dare il suo nome a nostra figlia».
Lord Spencer ha partecipato alle nozze di suo nipote, il Principe William, con Kate Middleton nell'Abbazia di Westminster il 29 aprile 2011. Invece né Harry, né William o Catherine hanno partecipato alle sue terze nozze.

## Discendenza

Stemma del Conte Spencer

Il Conte Spencer si è sposato tre volte:
- Dal primo matrimonio con Victoria Lockwood ha avuto:
  - Lady Catherine "Kitty" Eleanor Spencer, nata il 28 dicembre 1990 (34 anni); sposa Michael Lewis a Villa Aldobrandini (Frascati) il 24 luglio 2021;
  - Lady Eliza Victoria Spencer, nata il 10 luglio 1992 (32 anni);
  - Lady Katya Amelia Spencer, nata il 10 luglio 1992 (32 anni);
  - Louis Frederick John Spencer, Visconte Althorp, nato il 14 marzo 1994 (31 anni), erede della contea.
- Da Caroline Freud, sua seconda moglie, ha avuto:
  - The Hon.[14] Edmund Charles Spencer, nato il 6 ottobre 2003 (21 anni);
  - Lady Lara Caroline Spencer, nata il 16 marzo 2006 (19 anni).
- Dalla sua terza moglie, Karen Gordon, ha avuto:
  - Lady Charlotte Diana Spencer, nata il 30 luglio 2012 (12 anni)

## Titoli e trattamento
- 20 maggio 1964 – 9 giugno 1975: The Honourable Charles Spencer
- 9 giugno 1975 – 29 marzo 1992: Visconte Althorp[15]
- 29 marzo 1992 – attuale: The Right Honourable il conte Spencer

## Albero genealogico
|                                            |                                      |                                        | Genitori                                   |  |  | Nonni |  |  | Bisnonni                          |  |  | Trisnonni                           |  |
|                                            |                                      |                                        |                                            |  |  |       |  |  | Charles Spencer, VI conte Spencer |  |  | Frederick Spencer, IV conte Spencer |  |
|                                            |                                      |                                        |                                            |  |  |       |  |  | Charles Spencer, VI conte Spencer |  |  | Frederick Spencer, IV conte Spencer |  |
|                                            |                                      | Adelaide Horatia Seymour               |                                            |  |  |       |  |  | Charles Spencer, VI conte Spencer |  |  |                                     |  |
| Albert Spencer, VII conte Spencer          |                                      |                                        |                                            |  |  |       |  |  | Charles Spencer, VI conte Spencer |  |  |                                     |  |
|                                            |                                      | Lady Margaret Baring                   | Edward Charles Baring, I barone Revelstoke |  |  |       |  |  |                                   |  |  |                                     |  |
|                                            |                                      | Lady Margaret Baring                   | Edward Charles Baring, I barone Revelstoke |  |  |       |  |  |                                   |  |  |                                     |  |
|                                            |                                      | Lady Margaret Baring                   | Louisa Emily Charlotte Bulteel             |  |  |       |  |  |                                   |  |  |                                     |  |
| John Spencer, VIII conte Spencer           |                                      | Lady Margaret Baring                   |                                            |  |  |       |  |  |                                   |  |  |                                     |  |
|                                            |                                      | James Hamilton, III duca di Abercorn   | James Hamilton, II duca di Abercorn        |  |  |       |  |  |                                   |  |  |                                     |  |
|                                            |                                      | James Hamilton, III duca di Abercorn   | James Hamilton, II duca di Abercorn        |  |  |       |  |  |                                   |  |  |                                     |  |
|                                            |                                      | James Hamilton, III duca di Abercorn   | Lady Mary Anne Curzon-Howe                 |  |  |       |  |  |                                   |  |  |                                     |  |
| Lady Cynthia Hamilton                      |                                      | James Hamilton, III duca di Abercorn   |                                            |  |  |       |  |  |                                   |  |  |                                     |  |
|                                            |                                      | Lady Rosalind Cecilia Caroline Bingham | Charles Bingham, IV conte di Lucan         |  |  |       |  |  |                                   |  |  |                                     |  |
|                                            |                                      | Lady Rosalind Cecilia Caroline Bingham | Charles Bingham, IV conte di Lucan         |  |  |       |  |  |                                   |  |  |                                     |  |
|                                            |                                      | Lady Rosalind Cecilia Caroline Bingham | Lady Cecilia Catherine Gordon-Lennox       |  |  |       |  |  |                                   |  |  |                                     |  |
| Charles Spencer, IX conte Spencer          |                                      | Lady Rosalind Cecilia Caroline Bingham |                                            |  |  |       |  |  |                                   |  |  |                                     |  |
|                                            | James Burke Roche, III barone Fermoy | Edmond Roche, I barone Fermoy          |                                            |  |  |       |  |  |                                   |  |  |                                     |  |
|                                            | James Burke Roche, III barone Fermoy | Edmond Roche, I barone Fermoy          |                                            |  |  |       |  |  |                                   |  |  |                                     |  |
|                                            | James Burke Roche, III barone Fermoy | Eliza Caroline Boothby                 |                                            |  |  |       |  |  |                                   |  |  |                                     |  |
| Lord Maurice Burke Roche, IV barone Fermoy | James Burke Roche, III barone Fermoy |                                        |                                            |  |  |       |  |  |                                   |  |  |                                     |  |
|                                            |                                      | Frances Ellen Work                     | Franklin Work                              |  |  |       |  |  |                                   |  |  |                                     |  |
|                                            |                                      | Frances Ellen Work                     | Franklin Work                              |  |  |       |  |  |                                   |  |  |                                     |  |
|                                            |                                      | Frances Ellen Work                     | Ellen Wood                                 |  |  |       |  |  |                                   |  |  |                                     |  |
| Hon. Frances Burke Roche                   |                                      | Frances Ellen Work                     |                                            |  |  |       |  |  |                                   |  |  |                                     |  |
|                                            |                                      | William Smith Gill                     | Alexander Ogston Gill                      |  |  |       |  |  |                                   |  |  |                                     |  |
|                                            |                                      | William Smith Gill                     | Alexander Ogston Gill                      |  |  |       |  |  |                                   |  |  |                                     |  |
|                                            |                                      | William Smith Gill                     | Barbara Smith Marr                         |  |  |       |  |  |                                   |  |  |                                     |  |
| Ruth Sylvia Gill                           |                                      | William Smith Gill                     |                                            |  |  |       |  |  |                                   |  |  |                                     |  |
|                                            |                                      | Ruth Littlejohn                        | David Littlejohn                           |  |  |       |  |  |                                   |  |  |                                     |  |
|                                            |                                      | Ruth Littlejohn                        | David Littlejohn                           |  |  |       |  |  |                                   |  |  |                                     |  |
|                                            |                                      | Ruth Littlejohn                        | Jane Crombie                               |  |  |       |  |  |                                   |  |  |                                     |  |
|                                            |                                      | Ruth Littlejohn                        |                                            |  |  |       |  |  |                                   |  |  |                                     |  |

## Televisione
Nel 2017 compare nel documentario televisivo The Story of Diana per il ventennale della morte della sorella Diana.

## Residenza
Il conte risiede nella residenza ancestrale della famiglia, Althorp House.